# Kirsten Price
Pour les articles homonymes, voir Price.
Kirsten Price est une actrice pornographique américaine.

## Biographie
Kirsten Price est née le 13 novembre 1981 à Providence (Rhode Island), et grandit dans le Massachusetts.
Elle s'est mariée à l'acteur de films pornographiques Barrett Blade le 9 octobre 2004 mais a divorcé depuis. Elle était à nouveau mariée acteur pornographique Keiran Lee,.

## Carrière
C'est après avoir été finaliste au concours de beauté Hawaiian Tropic, qu'elle devient stripteaseuse et mannequin de charme, acceptant de poser pour des revues à clientèle majoritairement masculine. Quelques mois plus tard, en 2004, elle décide de faire carrière dans le cinéma pornographique et signe un contrat avec Wicked Pictures en 2005.
En 2006 elle apparait comme l'un des quatre finalistes dans l'émission de télé-réalité My Bare Lady sur Fox Reality Channel et, également, à Night Calls sur Playboy TV.
Artiste appréciée, elle participe à de nombreux tournages et a reçu trois récompenses aux AVN Awards de Las Vegas ainsi que de multiples nominations.
Elle interprète, aux côtés des acteurs de films pornographiques Jessica Jaymes et Lexington Steele, un petit rôle dans la série télévisée Weeds.
En 2010, Price anime le spectacle des AVN Awards aux côtés du comédien Dave Attell et de Kayden Kross, une autre star du film pornographique.
Elle tourne régulièrement des films lesbiens : Cherry Lickers 1, Girlvana 1, Lip Stick Girls ou Women Seeking Women 75.

## Récompenses

### Récompenses
- 2007 :AVN du meilleur second rôle féminin pour Manhunters (2006) [9];
- 2007 :AVN de la meilleure scène de sexualité en groupe pour Fuck (2006)[9];
- 2010 :AVN de la meilleure scène de sexualité en groupe pour 2040 (2009) [2];

### Nominations
- 2006 :AVN, Best All-Girl Sex Scene pour "Girlvana" (2005);
- 2007 :AVN, Best Actress pour la vidéo "Just Like That" (2006);
- 2007 :AVN, Best All-Girl Sex Scene pour "Manhunters" (2006)
- 2008 :AVN, Female Performer of the Year;
- 2008 :AVN, Best Actress pour la vidéo "Coming Home" (2007);
- 2009 :AVN, Best Actress pour "Mouth" (2007);
- 2009 :AVN, Best All-Girl 3-Way Sex Scene, "Cockstar" (2008).

## Filmographie sélective
Série télévisée
- 2007 : Weeds : elle-même

Film pornographique
- 2004 : Wet Teens 7
- 2005 : Girlvana 1
- 2006 : Just Like That
- 2006 : Manhunters
- 2006 : Carmen And Austyn
- 2007 : Jenna Haze's Girl Diaries
- 2007 : Coming Home
- 2007 : Mouth
- 2008 : Cockstar
- 2008 : Star 69: Strap Ons
- 2009 : Cyber Sluts 9
- 2010 : Bree and Teagan
- 2011 : Women Seeking Women 75
- 2012 : Women Seeking Women 81 & 87
- 2013 : We Live Together.com 26
- 2014 : Big Tits in Uniform 13
- 2015 : I Like Girls
- 2015 : Women Seeking Women 124
- 2015 : Lesbian Adventures: Older Women, Younger Girls 8
- 2016 : I Dream Of Pussy
- 2017 : Pussy Paradise

Une filmographie plus complète peut être consultée ici.